# 주세혁
주세혁(朱世爀, 1980년 1월 20일 ~ )은 대한민국의 탁구 선수이자 탁구 지도자다.
남자 단식에서는 2003년 세계 탁구 챔피언쉽에서 은메달을 획득하였고 2011년 탁구 월드컵에서 동메달을 획득하였으며, 2010년과 2014년 아시안 게임에서 동메달을 획득하였다. 그는 복식경기에서 대한민국 대표팀의 선수로서 2002년, 2006년, 2010년 그리고 2014년 아시안 게임; 2006년 그리고 2008 세계 챔피언쉽; 그리고 2012년 여름 올림픽에서 은메달을 획득하였다.
주세혁은 1980년 1월 20일 대한민국, 서울에서 태어났다. 키는 180cm, 몸무게는 68kg이다. 그는 8살에 처음 경쟁을 시작하였다. 
2012년 4월과 5월 사이에 주세혁은 베체트병을 앓았다. 비록 베체트병은 불치의 질병으로 알려져 있지만 주세혁은 여전히 그의 임무를 잘 수행하고 있다. 의학적인 면에서 주세혁은, 그의 질병을 관리하기 위해 글루코콜르티코이드에 의존하고 있다
2001년, 대표팀에 들어갔고 팬들은 그의 역동적인 수비 스타일에 관심을 보이기 시작했다. 2003년 파리세계선수권대회에서 세계최강 마린과 크레앙카를 꺾으면서 단식 준우승을 하게 된다.이는 유승민과 유남규 김택수등 한국 간판탁구스타들도 해내지 못한 성적이었다.이때 주세혁은 공격비중이 상당히 높았고 회전량이 엄청나서 세계에서 주목받는 선수가 되게된다. 그 후에도 주세혁은 공격비중을 유지해가며 2012년 헝가리오픈에서 마롱과 대등한 경기를 펼치며 준우승을 한다. 그후 많은 경기들에서 놀라운 경기력을 보여주었지만 적지 않은 나이와 체력감소, 후배들의 성장으로 리우올림픽을 끝으로 은퇴한다. 주세혁의 과감함과 끈기 그리고 어마어마한 회전량은 한국탁구에서 나오기 힘든 경이에 가까웠다. 한국탁구역사상 최고의 선수 중 한 명이라고 해도 과언이 아닌 선수이다.
2022년 아시안 게임에는 남자 탁구 국가대표팀 감독으로 나섰다.
2024년 하계 올림픽에서도 대표팀 감독을 맡았다.

## 코치
- 양기호-개인 코치
- 유남규-국가 대표팀 코치
- 김택수-국가 대표팀 코치

## 학력
- 서울금호초등학교
- 대광중학교
- 대광고등학교